# Microsoft Office PerformancePoint Server
Microsoft PerformancePoint Server fue un producto de Microsoft para el sector de la inteligencia empresarial. Su desarrollo fue cancelado en abril del 2008. El tablero de instrumentos, cuadro de mandos y componentes de análisis que poseía PerformancePoint se han incorporado a Microsoft Office Sharepoint Server.
PerformancePoint Server 2007 se integra bien con Microsoft Office y otros productos incluyendo Microsoft Excel, Microsoft Visio, Microsoft SQL Server y SharePoint Server. 
PerformancePoint Server también proporciona un componente de planificación y presupuestación que se integra directamente con Excel y SQL Server Analysis Services. PerformancePoint reúne datos de los sistemas inconexos con el fin de mantener la información precisa en general. Esto incluye los puntos de vista de las finanzas del proyecto con el rendimiento con la integración de la Lista "Dashboards" EPM en el PerformancePoint basado en SharePoint. Desde los 'cubos de datos' usados en PerformancePoint para gestionar la información que se recoge, se pueden hacer conexiones en cubos existentes o transferencias de datos de programación de los sistemas de BackOffice existentes en estos cubos de datos para representar con facilidad la misma información más avanzada e informativa gracias a los cuadros de mando adicionales.

## Historia
Aunque la versión del producto no fue lanzado oficialmente hasta noviembre de 2007, Microsoft ha estado ofreciendo lanzamientos de Community Technology Preview desde mediados de 2006. El Impacto de Microsoft Office PerformancePoint Server 2007 en CPM] </ ref> predice que el interés será más fuerte entre las empresas que están buscando para pasar de las ofertas antes de BI de Microsoft, incluyendo Excel y SQL Server, que no eran bastante suficientes para permitir a Microsoft competir con proveedores de otras empresas del nivel de este segmento de mercado. La adquisición de ProClarity Corporation en 2006 ha permitido a Microsoft agregar un análisis profundo para los informes creados por el servidor de supervisión de PerformancePoint.
Microsoft dejará PerformancePoint Server como un producto independiente y está doblando su Dashboard, Scorecard y las capacidades analíticas de Información en SharePoint Server, lo que indica un cambio significativo en la estrategia de la compañía de software de empresas. La tecnología seguirá viviendo como "PerformancePoint Services" y se prevé que sea potencialmente perjudicial en el mercado.

## Componentes

### Servidor de supervisión (Monitoring Server)
Las funciones de monitoreo y análisis, que incluyen paneles, cuadros de mandos, KPI (Key Performance Indicators), informes, filtros y mapas de estrategia, se entregan a través de un servidor de supervisión, que incluye dos interfaces de usuario de cliente: Diseñador de paneles y elementos web de SharePoint. Se puede descargar un diseñador de paneles desde el servidor de supervisión, y permite a los analistas de negocios o administradores de TI a:
- Crear conexiones de orígenes de datos
- Crear vistas que utilizan las conexiones de datos
- Reúne los puntos de vista en un panel
- Desplegar el tablero de instrumentos para Microsoft Office SharePoint Server 2007 o Windows SharePoint Services.

El diseñador de paneles puede exportar el contenido y la información de seguridad a una base de datos de SQL Server 2005 que se maneja a través del servidor de supervisión. Las conexiones de datos de origen, como los cubos OLAP o tablas relacionales, también se hacen a través del servidor de supervisión. Los informes basados en estas conexiones de orígenes de datos son administrados y actualizados a través del servidor de supervisión, sin embargo, algunos informes, como las tablas dinámicas y gráficos dinámicos, tienen conexiones independientes a los datos de origen (las consultas de estos informes no son procesados por el servidor de supervisión).
Después de un tablero de instrumentos se ha publicado en la base de datos del sistema de seguimiento, se puede implementar Microsoft Office SharePoint Server 2007 o Windows SharePoint Services. Páginas HTML que representan el contenido de panel se almacenan en una biblioteca de documentos y se pueden ver en un navegador. Cuando los paneles se abre en un navegador, Seguimiento Server actualiza los datos de los puntos de vista mediante la conexión a la fuente de datos original y recuperar los datos más actuales.
PerformancePoint Monitoring Server viene con una API que permite a los desarrolladores añadir extensiones al diseñador de paneles, tales como informes personalizados, proveedores personalizados de orígenes de datos, asistentes personalizados y extensiones de interfaz de usuario.

### Servidor de planificación (Planning Server)
PerformancePoint Planning Server es compatible con una amplia variedad de procesos de gestión, que incluyen la capacidad de definir, modificar y mantener modelos de negocio lógicas integradas con las reglas de negocio, flujos de trabajo y los datos de la empresa.
Además, a través del apoyo de Principios de Contabilidad Generalmente Aceptados (GAAP), Planning Server permite a los usuarios empresariales a publicar informes en vivo desde Excel a SQL Server Reporting Services 2005 y SharePoint Services.
Planning Server está construido sobre una pila de SQL Server, con amplio uso de Excel para la información de línea de negocio y análisis.

### Gestión de manejo (Management Reporter)
Management Reporter es el cuarto componente de PPS (Planificación, Monitoreo y Análisis siendo los tres primeros). Este componente está diseñado específicamente para realizar informes financieros y poder leer los modelos financieros del servidor de planificación directamente. Un kit de desarrollo también está disponible para permitir que este componente pueda elaborar informes a partir de otros repositorios.